# Mercenaries (film)
Pour plus de détails, voir Fiche technique et Distribution.
Mercenaries est un film américain réalisé par Christopher Ray et sorti en 2014.

## Synopsis
Un agent diplomatique est capturé et emprisonné alors qu'il se trouvait dans une zone de guerre. Une équipe commando d'élite féminine est alors chargée d'infiltrer une prison pour femmes, afin de mener à bien le sauvetage.

## Fiche technique
- Titre original : Mercenaries
- Titre français : Mercenaries
- Réalisation : Christopher Ray
- Scénario : Edward DeRuiter
- Production : Paul Bales, David Michael Latt (en), David Rimawi
- Société de production : The Asylum
- Pays d'origine : États-Unis
- Format : Couleurs - 35 mm - 1,85:1 - Dolby Digital
- Genre : action
- Durée : 90 minutes
- Date de sortie : 5 août 2014 (directement en VOD)

## Distribution
- Zoë Bell  : Cassandra Clay
- Kristanna Loken : Kat Morgan
- Vivica A. Fox : Raven
- Brigitte Nielsen : Ulrika
- Cynthia Rothrock : Mona
- Nicole Bilderback (en) : Mei-Lin Fong
- Tim Abell (de) : Grigori Babishkov
- Gerald Webb : Bobby
- Alexis Raich : Lexi
- Tiffany Panhilason : Elise